# Svend Aage Horsted
Svend Aage Horsted (* 11. Januar 1928 in Kalundborg; † 26. März 2013) war ein dänischer Meeresbiologe.

## Leben
Svend Aage Horsted war der Sohn des Vizeinspektors Svend Horsted († 1986) und seiner Frau Anna Väth († 2000). Er schloss 1944 die Realschule in seiner Heimatstadt Kalundborg ab und erhielt 1947 die Hochschulreife an der Staatsschule in Rungsted. Anschließend studierte er bis 1955 Zoologie auf Lehramt an der Universität Kopenhagen. Im Wehrdienst war er 1950/51 Mitglied auf der Galathea-Expedition. Bereits während des Studiums befand er sich von 1953 bis 1954 im grönländischen Narsaq, um für Den Kongelige Grønlandske Handel Garnelenvorkommen zu untersuchen.
Nach seinem Universitätsabschluss wurde er als wissenschaftlicher Assistent bei Grønlands Fiskeriundersøgelser angestellt, der Vorläuferorganisation des Pinngortitaleriffik, des grönländischen Naturinstituts. Am 22. Mai 1958 heiratete er die Buchhalterin Dora Madsen (1930–?), Tochter des Gärtners Fritz Madsen († 1975) und seiner Frau Margrethe Fischer († 1976). Nebenher war er von 1968 bis 1970 Vorsitzender der International Convention for the Northwest Atlantic Fisheries (ICNAF). 1970 wurde er zum Leiter von Grønlands Fiskeriundersøgelser ernannt, die mit der Zeit immer mehr Aufgaben in anderen Bereichen des Umwelt- und Naturschutzes wie im Bergbau erhielt. 1982 wurde er Direktor von Grønlands Fiskeri- og Miljøundersøgelser und 1987 von Grønlands Fiskeriundersøgelser, nachdem das Institut aufgespalten worden war. Im selben Jahr wurde er Vizevorsitzender von ICNAFs Nachfolgeorganisation NAFO. 1991 wurde er pensioniert.
Svend Aage Horsted schrieb zahlreiche wissenschaftliche und populärwissenschaftliche Artikel über die grönländische Fischerei. Von 1970 bis 1991 war er Mitglied in der Kommission für Wissenschaftliche Untersuchungen in Grönland. Er war zudem Mitglied im Aufsichtsrat des Arktisk Institut und von Det Grønlandske Selskab. Für seine Verdienste erhielt er am 7. September 2005 den Nersornaat in Silber. Zudem war er Ritter 1. Grades des Dannebrogordens. Svend Aage Horsted starb 2013 im Alter von 85 Jahren.